# MIYAWAKI (プロレスラー)
MIYAWAKI（ミヤワキ、1977年6月28日 - ）は、日本の男性プロレスラー。大阪府大阪市出身。2AW所属。血液型B型。

## 経歴
2001年、プエルトリコ時代のKAIENTAI DOJO（後の2AW）に入門。10月18日、プエルトリコの対スペル・クレイジー戦でデビュー。同年、IWAでTAJIRI、藤田ミノル、真壁伸也とユニット「カミカゼクラン」を結成。4月20日、ディファ有明で開催されたK-DOJOの旗揚げ戦に合わせて日本に逆上陸。6月、ユニット「F-words」を結成。
2006年、ユニット「柏組」に加入。
2007年、ユニット「オメガ」に加入。
2010年1月、活動拠点を千葉から大阪に移した。K-DOJOには関西大会限定参戦となる。
2013年6月9日、大阪で結婚披露宴を行った。

## 得意技
ジェノサイド
デスペナルティー
リバースDDTと同型。
デスペナルティーII
垂直落下式リバースDDTと同型。

## 入場曲
- horse will be dust 〜M-version〜（D.B.M.N ドーベルマン） ※キングレコード「KAIENTAI DOJO」に収録

## タイトル歴
- CHAMPION OF STRONGEST-K王座
- STRONGEST-K TAG王座

## メディア出演

### テレビ
- プロレスKING（GAORA）
- 中居正広の金曜日のスマたちへ（TBS） - エキストラとして出演

### ラジオ
- ラジプロ!（HBCラジオ）